# Bernhard Bauknecht

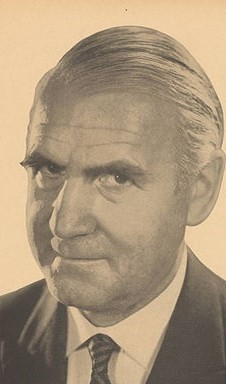
Bernhard Bauknecht

Bernhard Bauknecht (* 31. März 1900 in Albertshofen; † 23. Oktober 1985 in Ravensburg) war ein deutscher Politiker (CDU) und Bauernfunktionär.

## Leben
Bernhard Bauknecht, der römisch-katholischen Glaubens war, besuchte nach dem Gymnasium zunächst die Landwirtschaftsschule, um anschließend an der Landwirtschaftlichen Hochschule Hohenheim zu studieren. Er war seit 1919 Mitglied der katholischen Studentenverbindung K.D.St.V. Carolingia Hohenheim. 1926 übernahm er den elterlichen Hof. Vor 1933 war er in verschiedenen landwirtschaftlichen Organisationen in Führungspositionen tätig, musste diese nach der Machtergreifung der Nationalsozialisten aber aufgeben.
Bauknecht wurde 1947 Präsident des Landesbauernverbandes in Württemberg-Hohenzollern (bis 1973). Am 22. Dezember 1949 gründete Bernhard Bauknecht die Schwäbische Bauernschule in Bad Waldsee. Bauknecht war von 1954 bis 1959 einer der drei gleichberechtigten Vorsitzenden des Deutschen Bauernverbandes. Anschließend war er bis 1969 dessen Vizepräsident.

## Politik
Bauknecht trat 1927 der Deutschen Zentrumspartei bei und war 1928 Mitbegründer des Windthorstbundes, der Jugendorganisation der Zentrumspartei, in Oberschwaben. 1945 beteiligte er sich an der Gründung der CDU in Württemberg-Hohenzollern.
Von 1932 bis 1933 und ab 1945 war Bernhard Bauknecht Mitglied des Stadtrates von Ravensburg, ab 1946 auch des Kreistages im Landkreis Ravensburg.
Von 1946 bis 1952 gehörte Bauknecht zunächst der Beratenden Landesversammlung und dann dem Landtag für Württemberg-Hohenzollern an. Im Landtag leitete er den Ausschuss für Ernährung und Landwirtschaft. Von 1949 bis 1969 war er Mitglied des Deutschen Bundestages. Er vertrat dort den Wahlkreis Biberach. Von 1953 bis 1969 war er Vorsitzender des Bundestagsausschusses für Ernährung, Landwirtschaft und Forsten.
Bei der Bundestagswahl 1949 erreichte er mit 82 % das beste Erststimmenergebnis, das je in einem Wahlkreis erzielt wurde.

## Ehrungen und Auszeichnungen
- Ehrenpräsident des Landesbauernverbandes für Württemberg und Hohenzollern
- 1958: Ehrensenator der Universität Hohenheim
- 1959: Bundesverdienstkreuz mit Stern
- Träger des Großen Bundesverdienstkreuzes mit Stern und Schulterband
- 1976: Verdienstmedaille des Landes Baden-Württemberg[1]